# Dziga Vertov
Dziga Vertov (en russe : Дзи́га Ве́ртов), de son vrai nom Denis Arkadievitch Kaufman (Białystok, 2 janvier 1896 – Moscou, 12 février 1954), est un cinéaste soviétique d'avant-garde, d'abord rédacteur et monteur de films d'actualité, puis réalisateur de films documentaires et théoricien. Son manifeste « Kinoks-Révolution » (Ciné-œil), publié dans la revue LEF en juin 1923, affirme sa volonté de fonder un cinéma totalement affranchi de la littérature et du théâtre, écartant le recours à un scénario, montrant grâce à la caméra, « œil mécanique », « la vie en elle-même », et formant des « hommes nouveaux » réconciliés avec la machine. Sa « théorie des intervalles » permet d'établir des relations temporelles et spatiales entre les images. Son film le plus connu, L'Homme à la caméra (1929), se veut l'illustration de ces thèses.
Si Vertov s'inscrit pleinement dans le mouvement de l'avant-garde cinématographique de l'URSS des années 1920, notamment par la grande influence qu'exercent sur lui le futurisme et le constructivisme, et par les multiples expérimentations dont il est l'auteur, il n'en reste pas moins qu'il apparaît relativement isolé, surtout à cause de son attachement, jugé excessif, au documentaire. Il s'oppose en large part à des cinéastes comme Sergueï Eisenstein, Grigori Kozintsev et Leonid Trauberg, qu'il accuse de faire du cinéma-spectacle, en raison de leur emploi de la fiction.
Son cinéma est taxé de formalisme par le régime stalinien à la fin des années 1920, et Vertov doit en conséquence progressivement s'éclipser, tout comme de nombreux cinéastes d'avant-garde déviant de la nouvelle doctrine officielle, le réalisme socialiste. Ses films et ses théories ont cependant durablement marqué l'histoire du cinéma documentaire, notamment à travers des réalisateurs comme Jean Rouch (cinéma-vérité) ou Jean-Luc Godard et Jean-Pierre Gorin (groupe Dziga Vertov).

## Biographie

### Une jeunesse marquée par les avant-gardes
David Abelevitch Kaufman (en russe : Давид А́белевич Кaуфман) naît le 2 janvier 1896 à Białystok, dans le gouvernement de Grodno, alors en Russie impériale. Ses parents sont des bibliothécaires juifs (selon le recensement de 1897, la majorité de la population de la ville est de confession juive). L'antisémitisme ambiant (un pogrom a eu lieu à Białystok en 1906) le poussera à russifier son nom après 1918, en Denis Arkadievitch Kaufman. Il est le frère aîné de Moishe Abramovitch (plus tard Mikhaïl), né en 1897, et de Boris Abelevitch, né en 1906, — tous deux travailleront dans le cinéma, en tant qu'opérateurs. Il étudie la musique au conservatoire de Białystok jusqu'à ce que la famille, menacée par l'invasion de l'armée allemande, s'installe à Moscou. Il écrit des romans de science-fiction (La Main de fer, L'Insurrection mexicaine), des essais (La Chasse à la baleine, La Pêche à la ligne), des poèmes (Macha), des épigrammes, et des satires en vers, (Pourichkiévitch, La jeune fille aux taches de rousseur). Il entame des études médicales à l'Institut de neuro-psychologie de Moscou.

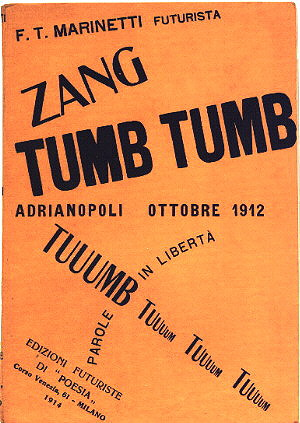
Couverture de Zang Tumb Tumb, exemple de poésie sonore par Filippo Tommaso Marinetti, 1914.

Comme de nombreux intellectuels de sa génération, il est grandement influencé par le futurisme, mouvement d'avant-garde né le 20 février 1909 dans les colonnes du Figaro avec le manifeste de Marinetti qui appelle essentiellement, selon Georges Sadoul, à faire table rase de l'art passé, et à fonder, sur les ruines des musées et des bibliothèques, un nouvel art exaltant la vitesse et les machines. Pour Marinetti, écrit Sadoul, il faut donner la parole aux objets, et surtout aux machines, en détruisant ce que le poète italien nomme le « Moi distrait, froid, trop préoccupé de lui-même, plein de préjugés, de sagesse et d'obsessions humaines » ; la poésie naîtra des sons de moteurs, des bruits brutaux, des sons expressifs. « Après le vers libre, voici LES MOTS EN LIBERTÉ », souligne-t-il en 1912 dans son « Manifeste technique de la littérature futuriste ». À partir de ces recherches, le peintre Luigi Russolo invente en quelque sorte la technique du « bruitisme ». L'essentiel consiste alors en les notations visuelles et les onomatopées. Cela inspire au jeune Denis Kaufman une passion pour le « montage de sténogrammes », pour ce qu'il présente comme des « expériences de transcription par mots et par lettres du bruit d'une chute d'eau, d'une scierie, etc ». En 1916, il fonde son « Laboratoire de l'ouïe » et emploie bientôt l'enregistrement phonographique, là où Russolo ne voulait utiliser que des instruments imitatifs.
Les futuristes s'intéressent peu au cinéma, ou trop tardivement — après la déclaration de la Première Guerre mondiale, empêchant toute relation avec la Russie. Marinetti se tourne davantage vers le Music-Hall et semble n'envisager le cinéma que comme étant mis à son service, ce à quoi Denis Kaufman s'oppose vivement. Seul son rapport aux « mouvements de la matière hors de l'intelligence » (« l'élan à rebours d'un plongeur dont les pieds sortent de la mer en rebondissant violemment sur le tremplin, […] la course d'un homme à 200 kilomètres à l'heure ») l'influence.
Quoi qu'il en soit, le futurisme lui inspirera la prise du pseudonyme de Dziga Vertov, signifiant Toupie qui tourne (« Dziga » vient de l'ukrainien toupie et « Vertov » est un nom dérivé du verbe russe « vertietj » : « tournoyer, virevolter »). L'onomatopée « dziga » reproduit selon lui le son d'une manivelle de caméra qui tourne (dziga, dziga, dziga…). Il adopte officiellement ce pseudonyme, le faisant inscrire dans l'état civil soviétique,.
Il s'intéresse à Maïakovski, autour duquel se groupent les Futuristes russes, et qui s'attaque dès 1913 à l'art naturaliste de Stanislavski. De la même manière, il admire Vsevolod Meyerhold, selon les dires d'Alexandre Fevralski, qui fut secrétaire du dramaturge. On peut effectivement déceler chez Meyerhold une volonté proche de la sienne, à savoir « prélever la plupart de ses éléments dans le réel sans mimer celui-ci, mais en les disloquant, les décomposant et les recomposant dans une construction rigoureuse : en les transformant » (Bernard Eisenschitz).

### Premiers pas au cinéma (actualités filmées)
C'est avec la Révolution d'Octobre que Vertov fait ses premiers pas au cinéma. Au printemps 1918, il se met à la disposition du Kino-Komitet (Comité cinématographique) du Commissariat du peuple à l'Éducation (Narkompros) , à Moscou,. Il rédige, tourne et monte le premier journal filmé soviétique, Kinonedelia (Кинонеделя, La Semaine cinématographique), participant à la production de 43 numéros. Faute de pellicule, le journal ne paraît que très irrégulièrement. C'est en tout cas à cette occasion qu'il rencontre sa future femme, Elisabeth Svilova, alors chargée du nettoyage et de la préservation des films. En 1919, il travaille avec l'opérateur Piotr Ermolov comme correspondant de guerre sur le front de la guerre civile contre les armées blanches, près de Tsaritsyne (Volgograd) (Les Combats devant Tsaritsyne sera présenté fin 1919 ou début 1920). Il est chargé, sur une suggestion de Lénine, de filmer l'exhumation des reliques de Saint Serge Radonège, dont le cadavre aurait été préservé intact, mais se désiste par peur d'être pris à partie à cause de ses origines juives et demande à d'autres de filmer la preuve de la supercherie. Le 6 janvier 1920, aux côtés du président Kalinine, il part avec le train de propagande Révolution d'Octobre sur le front du Sud-Ouest et à chaque arrêt projette son film L'Anniversaire de la révolution (montage de ses films d'actualité) ; en même temps, il filme le voyage, et en tire notamment le documentaire Le Staroste de toutes les Russies, Kalinine. Il traite de divers sujets : un procès contre les socialistes révolutionnaires, la guerre civile, l'anniversaire de la Révolution.
En 1922, il sort différents numéros de Cinéma-vérité (Kino-pravda) magazine filmé composé de différents reportages, dont il tire une philosophie du cinéma. Avec sa femme (Elisabeth Svilova) et son frère (Mikhaïl Kaufman) ils forment le Conseil des Trois. À la fin de l'année, le Conseil des Trois lance, à destination des cinéastes soviétiques, un Appel au commencement qui sera publié dans LEF, la revue de Vladimir Maïakovski. Vertov rédige son manifeste théorique Kinoki.
De 1923 à 1925, Vertov publie une cinquantaine de numéros de Goskino-Kalandar, magazine filmé.
Au printemps 1923, le Conseil des Trois devient le groupe des Kinoks (les Ciné-Yeux).
En 1924, il termine le premier film d'animation soviétique (La Carte politique de l'Europe en dessins animés), commencé en 1922, suivi d'un autre, Les Jouets soviétiques.
Vertov écrit de nombreux articles (le Ciné-œil, du Ciné-œil au radio-œil, etc.). En octobre 1924 sort Ciné-œil, la Vie à l'improviste, un long métrage documentaire.
Son frère, Mikhaïl Kaufman, réalise Moscou, film détruit pendant la guerre, montrant Moscou durant une journée, filmée d'un matin au soir, puis Printemps en 1929, parallèlement à L'Homme à la caméra dont il est le protagoniste. Les deux frères se séparent à ce moment-là et poursuivent deux carrières autonomes.
En 1929, sort L'Homme à la caméra, film présenté par l'auteur lui-même comme un film expérimental sans aucun scénario, et présenté ainsi par l'auteur :
« Вниманию зрителей: настоящий фильм представляет собой опыт кинопередачи видимых явлений. Без помощи надписей (Фильм без надписей), без помощи сценария (Фильм без сценария), без помощи театра (Фильм без декораций, актёров и т. д.). Эта экспериментальная работа направлена к созданию подлинно международного абсолютного языка кино на основе его полного отделения от языка театра и литературы. »
— Dziga Vertov, L'Homme à la caméra

« À l'attention des spectateurs : ce film est une expérience de cinématographie de phénomènes visibles. Sans sous-titres, sans scénario, sans théâtre (sans décors, sans acteurs, etc.). Ce travail expérimental vise à créer un langage cinématographique absolu, véritablement international, fondé sur sa séparation complète du langage théâtral et littéraire. »
Les films de Vertov et ses théories du Ciné-œil commencent à avoir de l'influence sur les cinéastes d'avant-garde européens (Richter, Jean Lods, Jean Vigo - avec qui travaille son frère : Boris Kaufman, etc.).
L'Homme à la caméra, film muet sans intertitres, est un travail de montage, de mouvement et de rythme, où différents effets (ralentis, accélérés, surimpression, découpage de l'écran...) apparaissent. Le film reprend le principe, en l'intégrant à un propos plus large (le ciné-œil contre le ciné-drame), de filmer une grande ville d'un matin au soir. C'est le dernier film que Vertov réalise avec son frère (Mikhaïl), en raison des dissensions nées au sujet du travail sur le film. Le film est projeté à Paris, au Studio 28, en juillet 1929. En 2000, le groupe britannique The Cinematic Orchestra compose une bande son pour ce film.
En 1930, sort La Symphonie du Donbass, documentaire sonore, réalisé, monté et scénarisé par Vertov, l'un des tout premiers longs métrages soviétiques à utiliser le son.
L'Homme à la caméra (Человек с киноаппаратом) (1929) et La Symphonie du Donbass (Симфония Донбаса) (1931) ont été tournés en République socialiste soviétique d'Ukraine, respectivement à Odessa et dans le Donbass, ce qui incitera certains historiens du cinéma à citer le nom de Dziga Vertov dans leur histoire du cinéma ukrainien.
Avec la fin de la NEP et l'instauration d'une « deuxième révolution » par Staline (collectivisation des campagnes et industrialisation forcée), on promulgue la nécessité de faire des films accessibles « pour des millions » de spectateurs et les démarches d'avant-garde – qui s'adressaient à l'avant-garde du prolétariat afin d'entraîner le reste de la population à renouveler son regard sur les choses, transformer les pesanteurs idéologiques et religieuses, changer la vie quotidienne dans la perspective du communisme – sont rejetées par le pouvoir politique tout autant que les démarches de divertissement. C'est l'instauration du réalisme socialiste, doctrine mal définie, évolutive et avant tout soucieuse d'accessibilité et de transparence formelle. C'est la promotion de l'« homme vivant » qui entre en contradiction avec l'« homme mécanique » des futuristes. Vertov quitte alors Moscou — où ses derniers films (La Onzième Année et La Sixième Partie du monde) ont été mal reçus par l'organisme central de production cinématographique — pour l'Ukraine où la VUFKU l'accueille ainsi que son frère.
En 1931, Dziga Vertov et sa femme voyagent un peu partout en Europe et présentent L'Homme à la caméra et La Symphonie du Donbass. L'accueil est fervent (Chaplin est admiratif devant le travail de sonorisation effectué sur La Symphonie du Donbass). C'est à cette époque que l'Occident découvre, avec dix ans de retard, l'homme et l'œuvre, sans pour autant qu'il fasse l'unanimité dans la critique comme l'avait fait Eisenstein avant lui avec Le Cuirassé Potemkine.
En 1934, il réalise Trois Chants sur Lénine, film tourné à travers toute l'Union soviétique (jusqu'en Asie centrale). Cette célébration des dix ans de la mort de Lénine est montée à partir de témoignages populaires et d'images d'archives. Il ne répond pas au développement du « culte de la personnalité » mis en place par Staline concernant d'abord Lénine puis Staline lui-même (statues, bustes, peintures, timbres-poste, bibelots de toutes sortes) puisqu'il montre à la fois l'absence de Lénine et les répercussions de son action dans le pays, en particulier l'émancipation des femmes (accédant au travail, aux responsabilités, quittant le voile dans les régions musulmanes du pays).
Vertov entreprend ensuite de réaliser un film centré sur la femme soviétique et sur les enfants avec Berceuse (1936). On lui confie malheureusement peu de tâches sinon anonymes dans les ateliers des actualités et ses projets demeurent dans ses tiroirs.
Vertov continue de tourner, principalement des actualités au service du régime.
Après l'invasion allemande de l'URSS en 1941, il réalise plusieurs films de mobilisation, notamment une lettre d'une épouse s'adressant à son mari mobilisé, Toi, au front (1942). Tandis que ce dernier se bat les armes à la main contre l'envahisseur, elle participe à l'effort de guerre en travaillant à l'usine.
La ville natale de Vertov, Białystok, où vivait une importante communauté juive est particulièrement dévastée par les troupes allemandes et selon son frère ses parents sont parmi les milliers assassinés. Vertov forme le projet d'un film à ce sujet qui ne verra pas le jour.
Dziga Vertov meurt le 12 février 1954, à Moscou, d'un cancer de la gorge. Il est enterré au cimetière Miousskoïe de Moscou. Son épouse est morte en 1975, à 75 ans.

## Sa vision du cinéma
Selon Vertov, le « ciné-drame » (fiction) est « l'opium du peuple ». Il est donc contre le scénario, les décors, la mise en scène, les acteurs, les studios et le documentaire de paysage. Vertov utilise tout de même une préparation en vue de la réalisation de son film.
Il considère cependant que la caméra est un perfectionnement de l'œil humain, qui lui, est imparfait. Il faut donc utiliser la caméra pour la lutte des classes. Et donc se servir du « cinéma-œil » afin de pouvoir « prendre la vie sur le vif ».
Ces convictions qui sont à l'origine de sa carrière de cinéaste vont cependant évoluer avec le temps. Le "pris sur le vif" est ainsi l'objet d'un montage savant, complexe qui permet de développer un propos en rien enchaîné à la restitution des choses telles qu'elles sont. Avec le cinéma sonore et parlant la parole des prolétaires permet des prises de vue plus longues et un déplacement du centre de gravité du film sur la physionomie, les émotions que le visage et la gestualité peuvent traduire.
Ce qu'il faut en outre souligner dans la conception vertovienne du cinéma, c'est le dispositif collectif qu'il préconise : la collecte des matériaux filmiques se fait à l'aide d'opérateurs envoyés dans toutes les parties du pays (la « sixième partie du monde ») mais aussi de correspondants locaux, d'amateurs incités à faire « remonter » leurs témoignages oraux, écrits ou photographiés et filmés au centre de montage qu'occupe le réalisateur. Selon les mots du théoricien et dramaturge Sergueï Tretiakov (1892-1937), Vertov se voit comme un « coordinateur » plutôt que comme le créateur démiurgique qu'il avait combattu dès les années 1920.

## Filmographie
- 1918 : L'Anniversaire de la révolution (Годовщина Революции)
- 1919 : Cinésemaine (Кинонеделя)
- 1920 : La Bataille de Tsaritsine (Битва в Царицыне)
- 1922 : Histoire de la guerre civile (История гражданской войны)
- 1922 - 1925 : Cinéma-vérité (Киноправда)
- 1924 : Les Jouets soviétiques (Советские игрушки)
- 1924 : Ciné-œil, la Vie à l'improviste (Киноглаз - Жизнь врасплох)
- 1926 : La Sixième Partie du monde (Шестая часть мира)
- 1926 : Soviet, en avant ! (Шагай, Совет!)
- 1928 : La Onzième Année (Одиннадцатый)
- 1929 : Au printemps (Весной)
- 1929 : L'Homme à la caméra (Человек с киноаппаратом)
- 1930 : La Symphonie du Donbass (Энтузиазм: Симфония Донбасса)
- 1934 : Trois Chants sur Lénine (Три песни о Ленине)
- 1937 : Serge Ordionikidze (Памяти Серго Орджоникидзе)
- 1937 : Berceuse (Колыбельная)
- 1938 : Trois Héroïnes (Три героини)
- 1942 : Sur le front du Kazakhstan (Казахстан фронту)
- 1944 : Dans la montagne Ala Tau (В горах Ала-Тау)
- 1954 : Новости дня (Новости дня)